# マイク・チャップマン
マイク・チャップマン（Mike Chapman、1947年4月13日 - ）は、オーストラリア出身の音楽プロデューサー、作曲家。

## 経歴
クイーンズランド州ナンボーに生まれる。
60年代中盤にイギリスに移住し、Tangerine Peelのメンバーとなり、1967年から1970年にかけてアルバム1枚、シングル数枚をリリースした。1970年にロンドンのナイトクラブ「トランプ」でウェイターとして働いていたニッキー・チンと出会う。
意気投合した2人は、当時すでにビッグネームだったプロデューサーミッキー・モストが設立したRAK Recordsで働き始めた。間もなくそこにはスージー・クアトロ、スモーキー、マッドといったスター候補が集うようになった。
チャップマンとチンのチームは、1970年から70年代終盤まで、その名前が（作曲であれプロデュースであれ）クレジットさえされていればその曲は必ずヒットするという人もうらやむ強力なヒットメーカーとして活躍した。2人のチームはチニチャップ(Chinnichap)と呼ばれ、70年代から80年代のポップ・ミュージック界におけるブランドとなり、1973年から1974年までの2年間だけで、イギリスのシングルTop40に19曲を送り込み、うち5曲がナンバーワン・ヒットとなった。
チャップマンは、1979年にDreamlandレコード会社を設立した。チャップマンは後にこの会社がチンとのパートナーシップの強化のためだとコメントしたが、実際にはチンの関与を減らして自由に仕事を進めるためであった。制作におけるチンの関与は最小限になり、チャップマンは1975年のアメリカ移住後は単独での仕事に没頭し、ブロンディ、ザ・ナックらを手がけた。

## 人となり
彼の仕事ぶりは非常にエネルギッシュでクリエイティヴであったが、アーティストに対しては常に高圧的で、自分が手がける作品についてあらゆる決定権を持ち、収録曲をはじめすべてを掌握した。
一部のアーティストはチャップマンの行き過ぎた管理に反発した。本来ヘヴィなロックを演りたかったスウィートは、チャップマンが彼らに与えたティーンエイジ・ポップ風の楽曲にいらだち、最終的に彼のもとを離れて行った。デボラ・ハリー（ブロンディ）はチャップマンを独裁者と呼び、チャップマンは雑誌のフォトセッションでかつての米軍司令官ジョージ・パットン将軍のコスプレをしてこれに対抗した。

## 主な担当アーティスト
- アグネッタ・フォルツコグ
- Altered Images
- The Arrows
- エグザイル
- スウィート
- スキャンダル
- スージー・クアトロ
- Smokie
- ティナ・ターナー
- トニー・バジル
- ザ・ナック
- Nick Gilder
- New World
- Bow Wow Wow
- パット・ベネター
- ヒューイ・ルイス&ザ・ニュース
- ブロンディ
- Baby Animals
- Material Issue
- Mud
- リタ・フォード
- Racey
- ロッド・スチュワート